# 亀井茲尚
亀井 茲尚（かめい これなお）は、石見津和野藩の第9代藩主。津和野藩亀井家9代。

## 略伝
天明6年（1786年）5月16日、第7代藩主亀井矩貞の五男として津和野で生まれる。文化7年（1810年）7月に兄で第8代藩主の矩賢の養子となり、文化8年（1811年）2月に第11代将軍徳川家斉に御目見し、12月に従五位下・大隅守に叙位・任官する。文政2年（1819年）5月16日の矩賢の隠居により家督を継いだ。
文政6年（1823年）、勅使接待役を務めた。文政9年（1826年）には桜田組防火役を務めた。文政10年（1827年）には神田橋門番役、文政11年（1828年）には大手組防火役を務めた。
文政10年（1827年）、80歳で幕府暦局を辞した堀田仁助が帰藩。天球儀・地球儀・伊能図（小図）の藩主献上を受ける。茲尚は仁助を藩校養老館助教に任じ関流数学の教導に務めさせると共に、献上品の天球儀・地球儀を養老館へと貸与、教育資源とした。
天保元年（1830年）12月25日、江戸で死去した。享年45。跡を三男の茲方が継いだ。